# Ptinidae
Ptinidae Latreille, 1802 è una famiglia di coleotteri della superfamiglia Bostrichoidea.

## Biologia
Questi coleotteri vivono nel legno secco, in resti vegetali o animali, e possono infestare prodotti alimentari conservati ed esemplari museali.

## Tassonomia
La famiglia comprende le seguenti sottofamiglie e tribù:
- sottofamiglia Alvarenganiellinae Viana and Martínez, 1971

- sottofamiglia Anobiinae Fleming, 1821

- sottofamiglia Dorcatominae Thomson, 1859

- sottofamiglia Dryophilinae Gistel, 1848
  - tribù Dryophilini Gistel, 1848
  - tribù Ptilineurini Böving, 1927

- sottofamiglia Ernobiinae Pic, 1912

- sottofamiglia Eucradinae LeConte, 1861
  - tribù Eucradini LeConte, 1861
  - tribù Hedobiini Mulsant and Rey, 1868

- sottofamiglia Mesocoelopodinae Mulsant and Rey, 1864
  - tribù Tricorynini White, 1971
  - tribù Mesocoelopodini Mulsant and Rey, 1864

- sottofamiglia Ptilininae Shuckard, 1839

- sottofamiglia Ptininae Latreille, 1802
  - tribù Gibbiini Jacquelin du Val, 1860
  - tribù Meziini Bellés, 1985
  - tribù Ptinini Latreille, 1802
  - tribù Sphaericini Portevin, 1931

- sottofamiglia Xyletininae Gistel, 1848
  - tribù Lasiodermini Böving, 1927
  - tribù Metholcini Zahradník, 2009
  - tribù Xyletinini Gistel, 1848

### Alcune specie

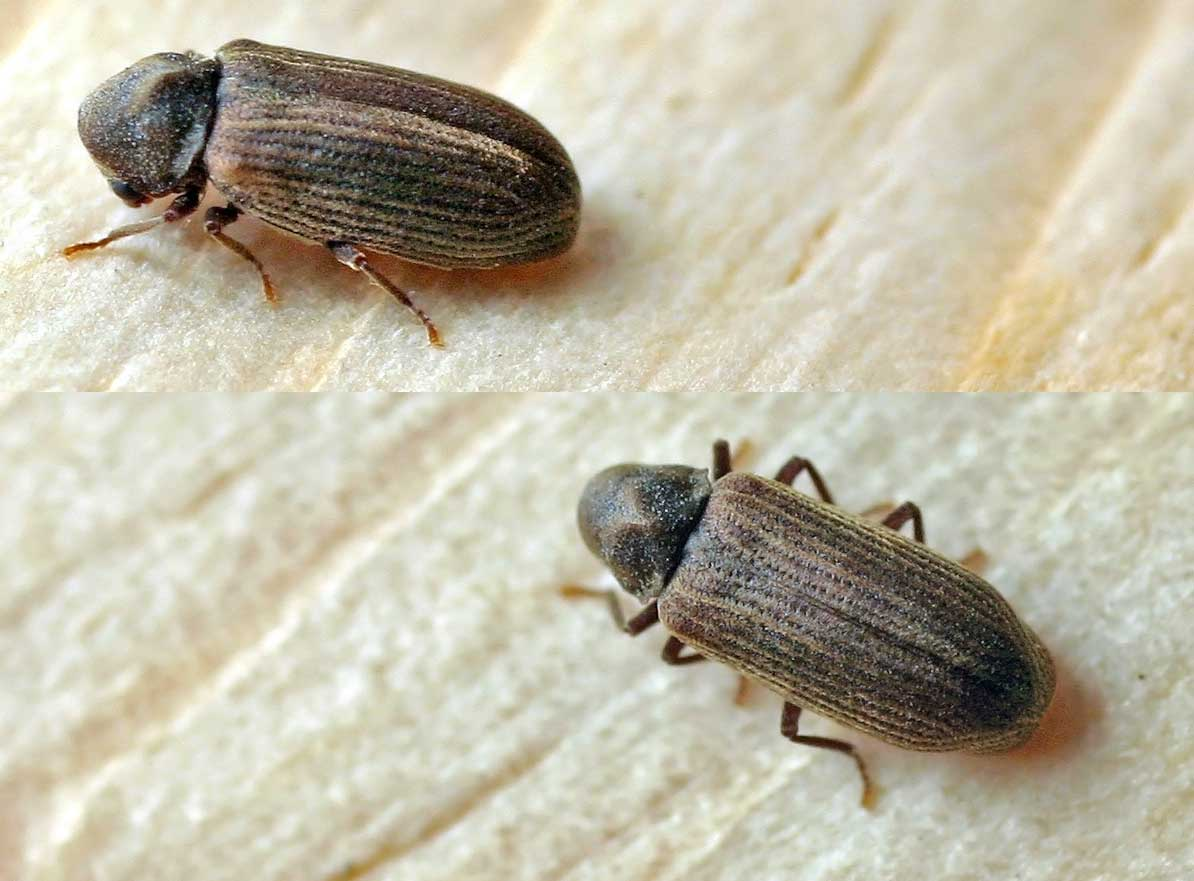
Anobium punctatum
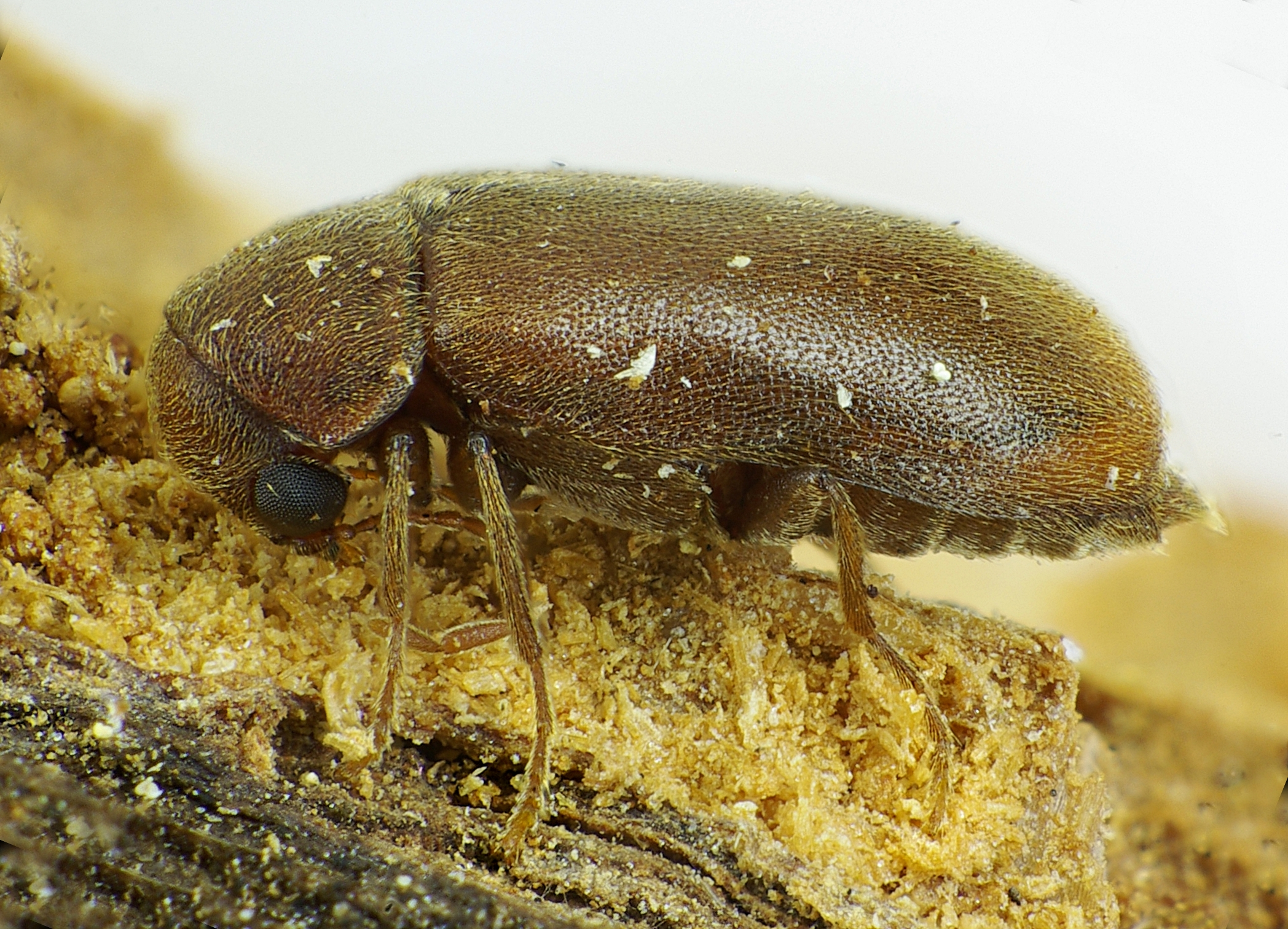
Ernobius mollis
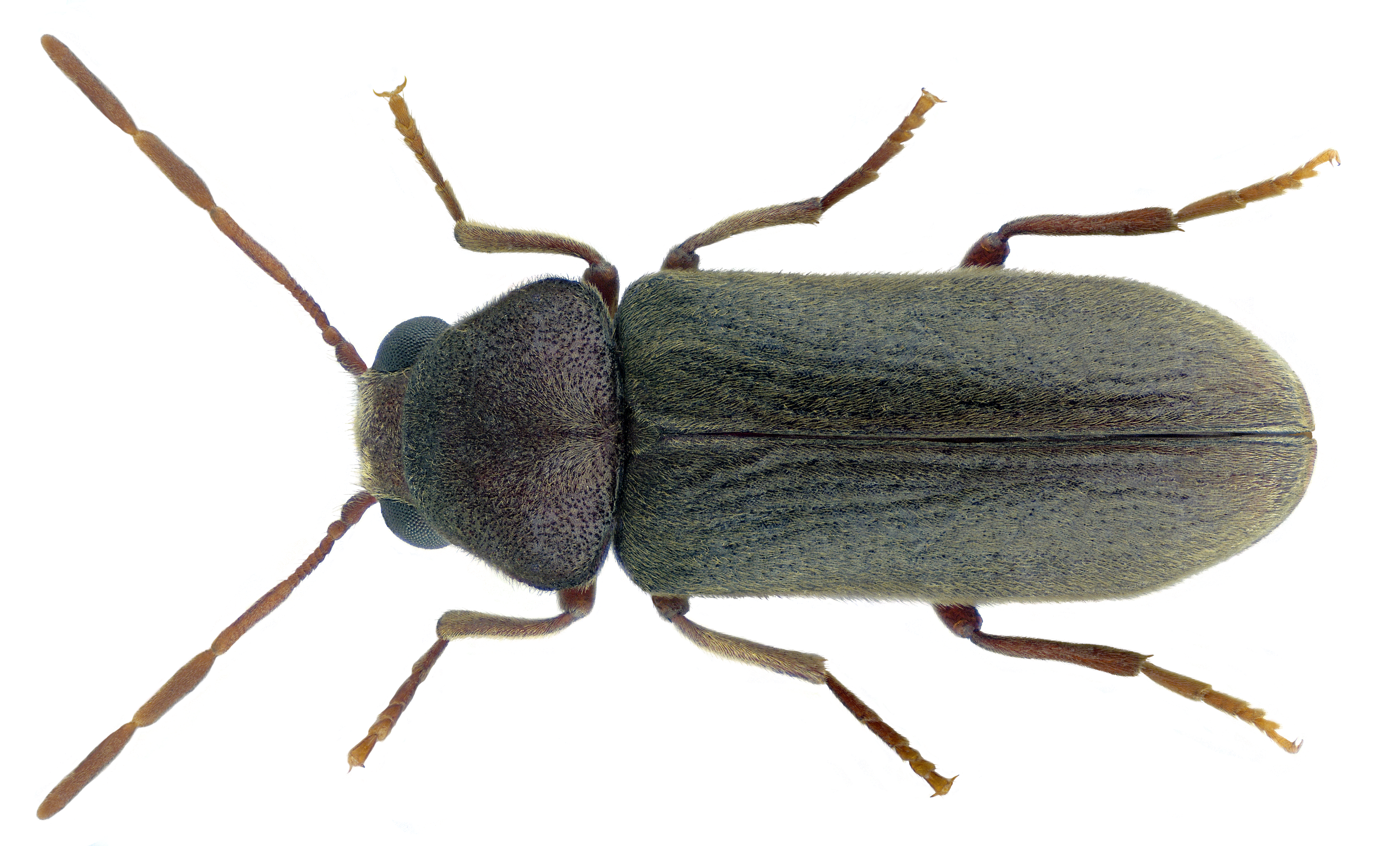
Oligomerus ptilinoides
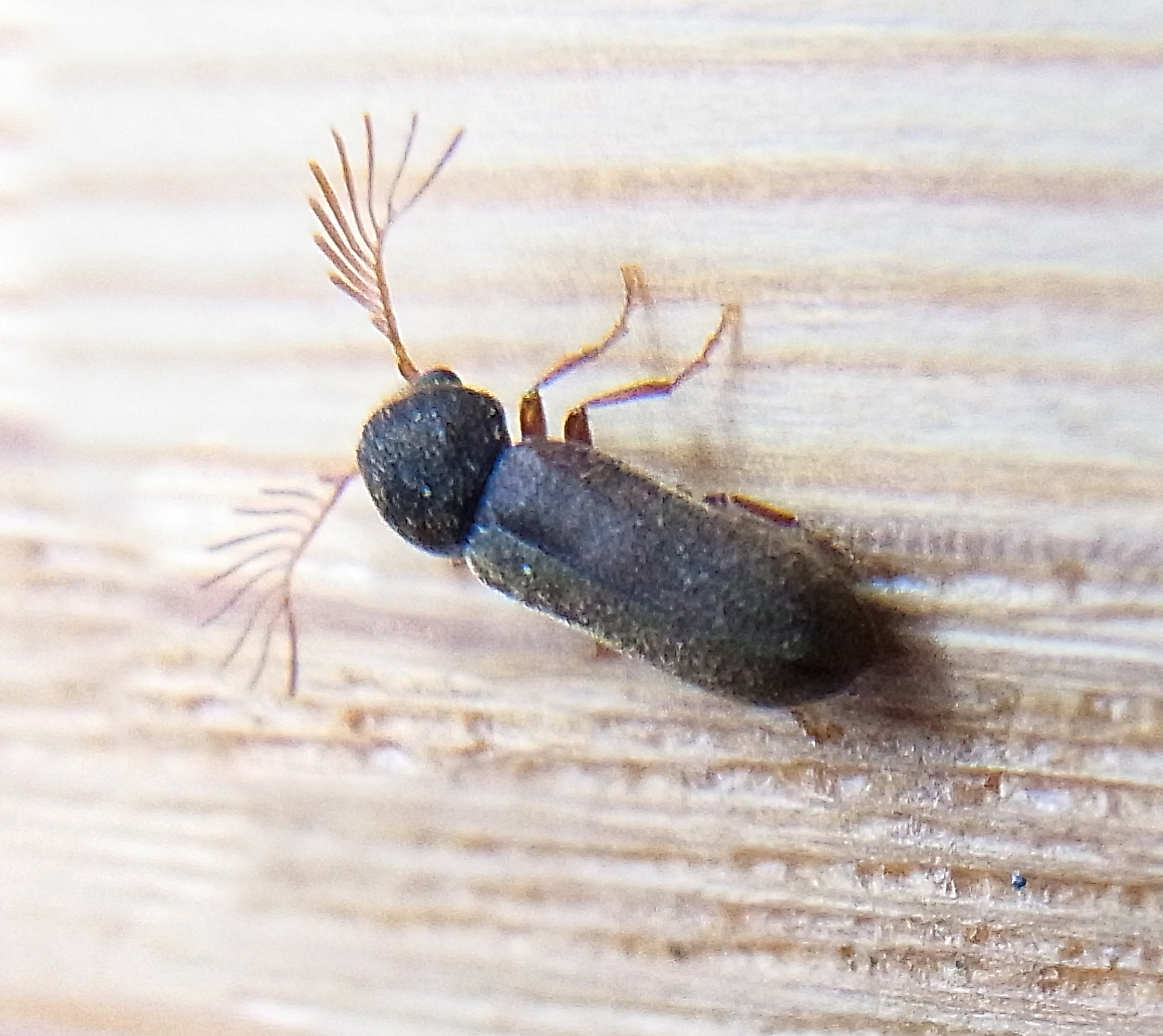
Ptilinus pectinicornis
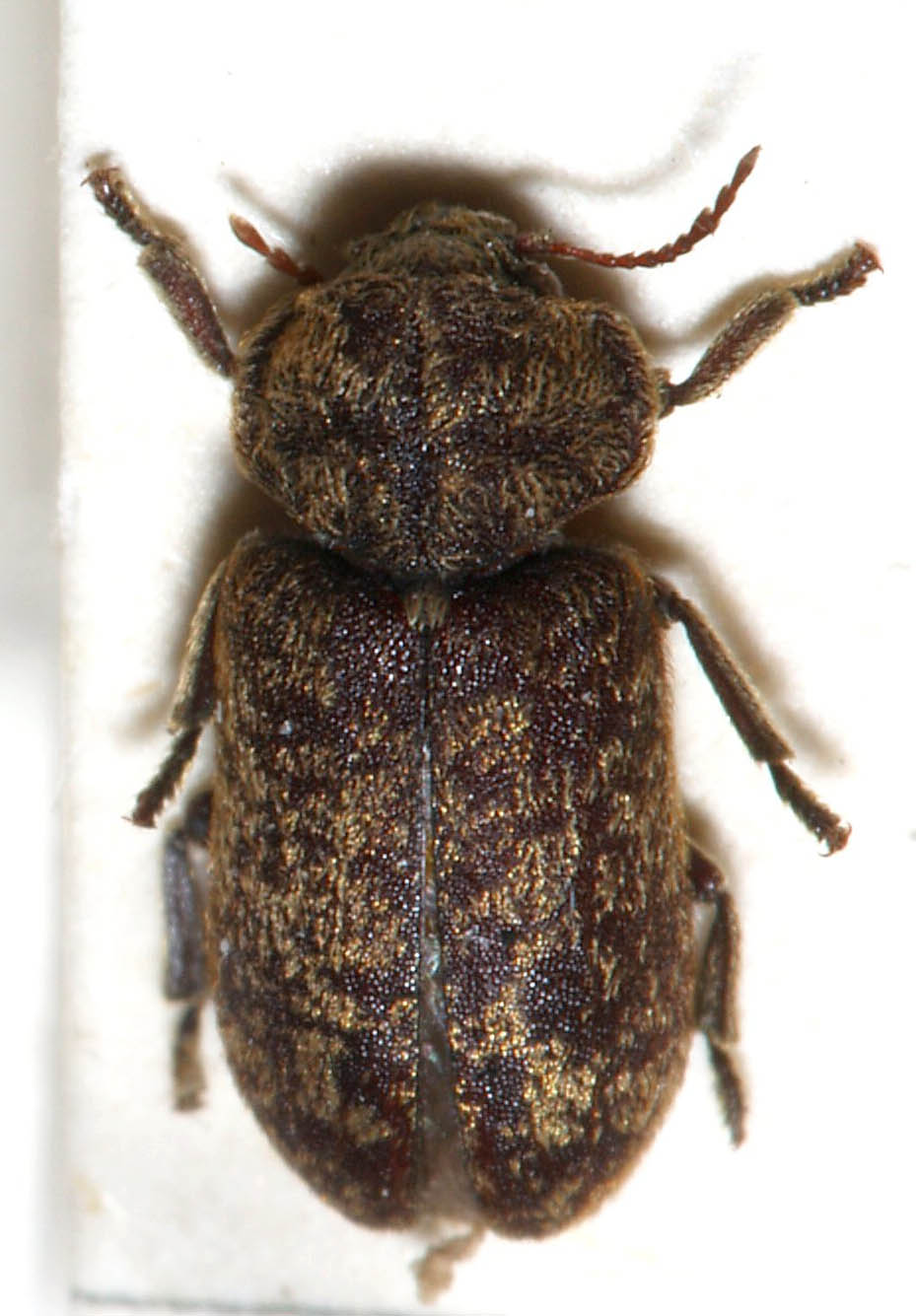
Xestobium rufovillosum